# Cantonul Bordeaux-5
Cantonul Bordeaux-5 este un canton din arondismentul Bordeaux, departamentul Gironde, regiunea Aquitania, Franța.